# Local Angel
Keep Your Cool is het vierde album van desertrocker Brant Bjork als soloartiest.

## Tracklist
Cd, alles geschreven door Bjork, behalve "Hey Joe" (door Billy Roberts) en "I Want You Around" (door de Ramones).
| Nr. | Titel             | Duur |
| --- | ----------------- | ---- |
| 1   | Beautiful Powers  | 3:25 |
| 2   | Hippie            | 5:35 |
| 3   | Chico             | 3:51 |
| 4   | The Feelin'       | 4:38 |
| 5   | Bliss Ave.        | 4:35 |
| 6   | Fly to Haiti      | 3:15 |
| 7   | You're Alright    | 3:36 |
| 8   | Spanish Tiles     | 2:13 |
| 9   | She's Only Tryin' | 4:30 |
| 10  | The Good Fight    | 4:14 |
| 11  | Hey Joe           | 5:49 |
| 12  | I Want You Around | 1:56 |